# Hans Theler
Hans Theler (...) è un ex bobbista svizzero.

## Biografia
Viene ricordato come vincitore di una medaglia d'oro nel bob a quattro, vittoria ottenuta ai campionati mondiali del 1957 (edizione tenutasi a St. Moritz, Svizzera) insieme ai suoi connazionali Hans Zoller, Rolf Küderli e Heinz Leu
Nell'edizione superarono le nazionali italiana e statunitense.